# Ikejime
L'ikejime (活け締め) est une technique d'abattage du poisson consistant à neutraliser le système nerveux de l'animal vivant avant de le saigner. Cette pratique ancestrale, d'origine japonaise, a pour effet de réduire le stress et la douleur du poisson. Ses muscles ne sont pas aussi contractés, sa chair se conserve mieux et ses qualités gustatives sont supérieures, par rapport à la manière habituelle par asphyxie,,.

## Techniques
Il existe plusieurs manières de pratiquer l'ikejime. 
On peut introduire un fin stylet au-dessus de l'œil droit de l'animal, afin d'atteindre le cerveau. Cette technique est utilisée chez les poissons de taille moyenne. 
Pour les poissons de plus petite taille, on peut obtenir le même résultat en insérant la lame d'un couteau dans une ouïe, ce qui détruit le système nerveux et provoque une hémorragie. Une troisième méthode consiste à obtenir une décérébration à l'aide d'un tegaki introduit dans le sommet du crâne, puis à introduire une fine tige métallique dans la colonne vertébrale, de manière à réaliser une atteinte à la moëlle épinière, avant de lui trancher les artères et de le laisser se vider de son sang.